# Eustala longembola
Eustala longembola är en spindelart som beskrevs av Arthur M. Chickering 1955. Eustala longembola ingår i släktet Eustala och familjen hjulspindlar. Inga underarter finns listade i Catalogue of Life.